# Johan Adam Cronstedt
Johan Adam Cronstedt (1749-1836) fue un general sueco. Participó como el máximo comandante del ejército de su país en la guerra finlandesa.
- Datos: Q3082830
- Multimedia: Johan Adam Cronstedt / Q3082830